# Prisoners of Love
Prisoners of Love é um filme mudo produzido nos Estados Unidos e lançado pela Goldwyn Pictures em 1921. É atualmente considerado filme perdido.